# Топонимия Черногории

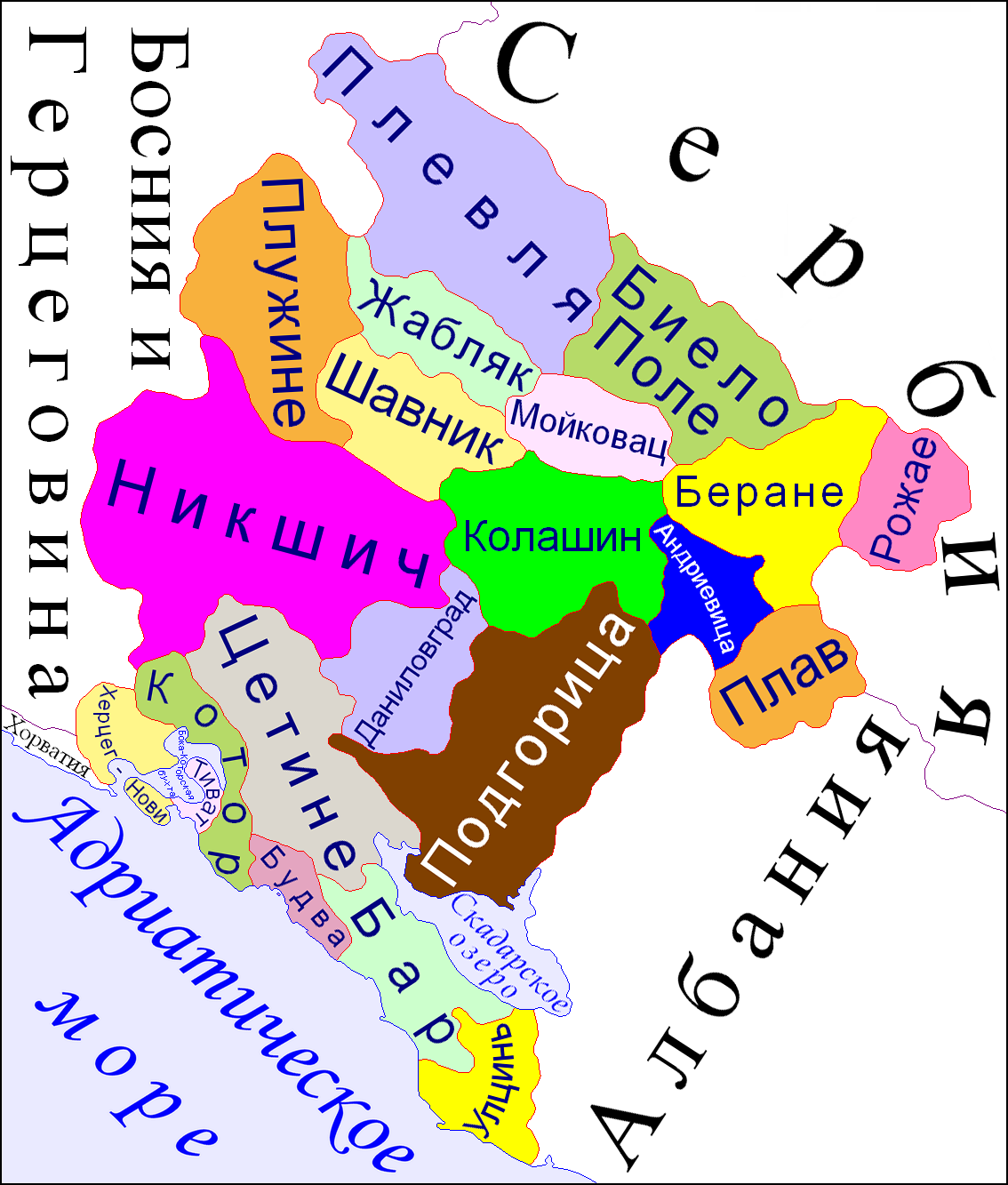
Административное деление Черногории

Топонимия Черногории — совокупность географических названий, включающая наименования природных и культурных объектов на территории Черногории. Структура и состав топонимии страны обусловлены её географическим положением, этническим составом населения и богатой историей.

## Название страны
Название страны в большинстве западноевропейских языков является адаптацией венетского Montenegro (от mons «гора» + niger «чёрный»), то есть «чёрная гора», происходящего от внешнего вида покрытой густыми вечнозелёными лесами горы Ловчен. В других языках используется прямой перевод словосочетания «чёрная гора» на соответствующий язык, например, алб. Mali i Zi, греч. Μαυροβούνιο, тур. Karadağ.
Сербское Црна Гора обозначало бо́льшую часть современной Черногории в XV веке. Первоначально оно относилось только к маленькой полосе земли, где жило племя паштровичи, но впоследствии стало использоваться для обозначения более широкого горного района, где правила династия Черноевичей. Вышеупомянутая область стала известна как «Старая Черногория» (серб. Стара Црна Гора) в XIX веке, в отличие от недавно приобретённой территории Брда («нагорье»). В ходе Балканских войн начала XX века Черногория расширило свою территорию в несколько раз, в частности за счёт территорий Черногорской Герцеговины, Метохии и южной Рашки.
Официальное название страны — Черногория (черног. Црна Гора / Crna Gora).

## Формирование и состав топонимии
По оценкам топонимистов, Балканский полуостров, где расположена Черногория, ввиду сложнейшей этнической истории и языковой картины в топонимическом отношении представляет собой один из самых сложных для анализа районов Европы. Древнейшие субстратные топонимы (доиндоевропейские и древнейшие индоевропейские) не поддаются расшифровке. К середине I тысячелетия н. э. в западной части полуострова проживали иллирийцы, в восточной — фракийцы, южную часть занимали носители греческого языка. Эти народы оставили значительный след в гидронимии и оронимии Балкан. Древний иллирийский топонимический пласт распространен на территории бывшей Югославии, включая Черногорию.
Этимология крупнейших городов:
- Подгорица	(черног. По̀дгорица/Pòdgorica[3] — в древности римское поселение Бирзиминум, впоследствии получившее славянское название Рибница, с XIV века известно как Подгорица — «находящаяся под горой», со старославянским формантом -ица[4]. В средние века город находился в составе сербских земель, в конце XIV века включён в Скадарский санджак Османской империи. В 1878 году возвращён Черногории. В 1945 году стал столицей республики Черногория, с 1952 года переименован в Титоград в честь лидера Югославии Иосипа Броз Тито. В процессе распада Югославии в 1992 году было восстановлено название Подгорица;
- Цетине (черног. Цетиње / Cetinje) — название происходит от гидронима реки Цетине (древнесербское Cětinje). Родственные названия: Цетина — река в Хорватии, Цетиня — река в валевской Подгорине, Цетыня[пол.] — река в Польше, Цетине — населённый пункт в Чехии и другие. Термины неясного происхождения[5]. Могут происходить от индоевропейского корня kaito — «лес, лесистая местность»[6];
- Андриевица (черног. Андријевица/Andrijevica) — вероятно, от имени Андрия, представителя династии Неманичей, который построил на месте будущего города церковь под названием Андриевина;
- Бар	(черног. Бар/Bar) — иллирийскому поселению напротив города Бари, расположенного на Апеннинском полуострове, римляне дали название Антибариум (лат. Antibarium, однако это название упоминается только с X века, а с VI века город назывался Антипаргал). С приходом на адриатическое побережье славян первоначальное название сократилось до Бар;
- Беране (черног. Беране/Berane) — в средние века город был известен как Будимля, с 1949 по 1992 именовался Иванград, в честь Народного героя Югославии Ивана Милутиновича;
- Биело-Поле (черног. Бијело Поље/Bijelo Polje) — город получил название из-за поля белых маргариток, которые росли на этом месте; в словаре Вука Караджича указан как «Город в Герцеговине у вод Лима»[7];
- Будва	(черног. Будва, Budva) — по мнению Э.Эйхлеру и других авторов, слово Budva происходит от албанского слова butë[8];
- Даниловград (черног. Даниловград/Danilovgrad) — был основан королём Николой I Петровичем в 1870 году как столица Черногории, однако после того, как города Никшич и Подгорица были освобождены от турок, его значение уменьшилось. Получил название в честь первого князя Черногории Данило I Петровича.

## Топонимическая политика
Согласно данным Группы экспертов ООН по географическим названиям (ГЭГНООН), Черногория не имеет специального органа, ведающего топонимической политикой.